# Public Broadcasting Service
 Der er for få eller ingen kildehenvisninger i denne artikel, hvilket er et problem. Du kan hjælpe ved at angive troværdige kilder til de påstande, som fremføres i artiklen.

Public Broadcasting Service (PBS) er et almennyttigt fjernsynsselskab i USA, der er finansieret af donationer. Organisationer, selskaber og privatpersoner donerer penge til netværket til finansiering af programvirksomheden.
PBS er opbygget som et nationalt tv-netværk med 349 medlemsstationer spredt over hele USA. Der er ingen central programproduktion, og alt indhold produceres af de enkelt stationer, hvorefter produktionerne distribueres lokalt og nationalt. Hovedkontoret ligger i Arlington i Virginia.
Netværket begyndte sin virksomhed i 1969 og udsendelserne startede i 1970 efter forgængeren National Educational Television (NET).
Modstykket inden for amerikansk radio er National Public Radio (NPR) og Public Radio International (PRI). De almennyttige radio- og tv-netværk har dog vanskeligt ved at tiltrække lyttere og seere i større omfang i forhold til de kommercielle konkurrenter.
PBS, som er public broadcasting, skal ikke forveksles med den type af aktivitet, der drives under betegnelsen public access. Sidstnævnte er den type af kanaler, hvor borgerne selv producerer egne programmer.

## Programudbud
Public Broadcasting Service har tilrettelagt sit udbud til en mere smal målgruppe end de store kommercielle netværk NBC, ABC, CBS, Fox og The CW, hvis programflade mest præges af dramaserier og sitcoms. PBS har i stedet fokus på kultur, videnskab, samfund, nyheder og (ofte udenlandske) uafhængige film. Britiske serier fra British Broadcasting Corporation (BBC) er et af PBS' kendetegn på det amerikanske tv-marked. PBS-stationerne har også i større udstrækning lokale programmer i bedste sendetid end sine kommercielle konkurrenter.

PBS er måske mest kendt for sine børneprogrammer, eksempelvis Pokémon, Sesame Street, Barney and Friends, Carmen Sandiego, Clifford the Big Red Dog og Arthur. 

## Eksterne links
- Wikimedia Commons har flere filer relateret til Public Broadcasting Service
- Officiel hjemmeside